# Campeonato Mundial de Tiro al Plato de 1979
El XVIII Campeonato Mundial de Tiro al Plato se celebró en Montecatini (Italia) en el año 1979 bajo la organización de la Federación Internacional de Tiro Deportivo (ISSF) y la Federación Italiana de Tiro Deportivo.

## Resultados

### Masculino
| Evento          | Oro                             | Plata                              | Bronce                           |
| --------------- | ------------------------------- | ---------------------------------- | -------------------------------- |
| Foso            | Michel Carrega Francia 194 pts. | Alexandr Asanov URSS 193 pts.      | Angelo Giani · Italia · 190 pts. |
| Foso (equipos)  | Italia · 568                    | URSS 567                           | Francia 563                      |
| Skeet           | Ole Justesen Dinamarca 198      | Lars-Göran Carlsson · Suecia · 198 | Tamaz Imnaishvili URSS 197       |
| Skeet (equipos) | Estados Unidos 586              | URSS 584                           | Italia · 583                     |

### Femenino
| Evento          | Oro                                | Plata                       | Bronce                        |
| --------------- | ---------------------------------- | --------------------------- | ----------------------------- |
| Foso            | Susan Nattrass · Canadá · 189 pts. | Yulia Klekova URSS 185 pts. | Larisa Tushkina URSS 176 pts. |
| Foso (equipos)  | URSS 394                           | Italia · 378                | Estados Unidos 367            |
| Skeet           | Bianca Hansberg · Italia · 192     | Larisa Gurvich URSS 191     | Svetlana Yakimova URSS 191    |
| Skeet (equipos) | URSS 417                           | Estados Unidos 395          | Francia 362                   |

## Medallero
| Núm. | País           | Oro | Plata | Bronce | Total |
| ---- | -------------- | --- | ----- | ------ | ----- |
| 1    | URSS           | 2   | 5     | 3      | 10    |
| 2    | Italia         | 2   | 1     | 2      | 5     |
| 3    | Estados Unidos | 1   | 1     | 1      | 3     |
| 4    | Francia        | 1   | 0     | 2      | 3     |
| 5    | Canadá         | 1   | 0     | 0      | 1     |
|      | Dinamarca      | 1   | 0     | 0      | 1     |
| 7    | Suecia         | 0   | 1     | 0      | 1     |
|      | TOTAL          | 8   | 8     | 8      | 24    |